# 李鍾勳
李 鍾勳（り しょうくん、이 종훈（イ・ジョンフン）、1858年2月9日 - 1932年5月2日）は、朝鮮の独立運動家、宗教家。天道教道号は正菴。
京畿道広州で生まれ、幼年期に尹致昭・義親王・権東鎮などと弼雲学堂で修学した。その後、名門出身の尹致昭の姪と結婚した。
20代で東学に入教後、1894年に甲午農民戦争で孫秉煕と共に北接軍で参加し、1898年に教主崔時亨が絞首刑にあうと、死体を持ち帰り葬式を行ったと伝わる。孫秉煕の甲辰改革運動にも音頭を取り、1919年に三・一運動に民族代表33人のひとりとして参加した。当時60代で、代表の中では最高齢であった。これに先立ち第二次日韓協約時には長男で孫秉煕の長女の夫であった李寬永が李完用に対するテロを企てて、義兵に参加して日本軍との交戦中に戦死した。
孫秉煕の死後に天道教革新派が主軸になって結成した高麗革命委員会に顧問に推戴されて参加し、革新派の仲間とともに満州に移住し、同地で死亡した。
1962年に建国勲章大統領章が追贈された。

## 参考サイト
- 이종훈 - 대한민국 국가보훈처
- 이종일, 우리 가문에 민족대표가 계셨습니다 - 정암 이종훈 선생 추모제를 다녀와서, 《오마이뉴스》 (2006.3.4)